# 消波ブロック

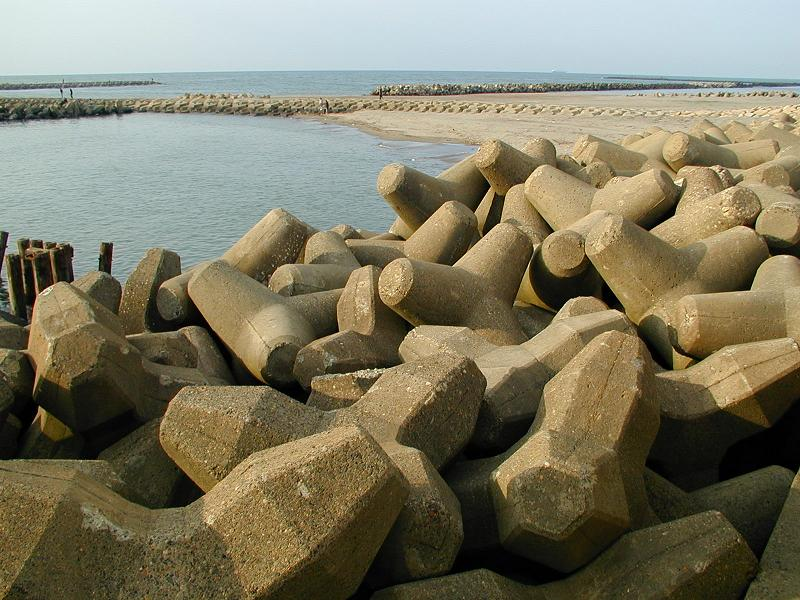
消波ブロック設置例

消波ブロック（しょうはブロック）は、海岸や河川などの護岸や水制を目的に設置するコンクリートブロック。消波根固ブロック（しょうはねがためブロック）、波消しブロック（なみけしブロック）と呼ばれることもある。
英語では「Wave-dissipating concrete block」と呼ばれ、代表的なものが「tetrapod」である。日本語でも消波ブロックの代表的なものとして「テトラポッド」が挙げられるが、日本では「テトラポッド」は不動テトラの四脚ブロック製品の登録商標である（詳細は#種類および#商標と放送制限を参照）。

## 概要
外海に面した地域では、水深が浅くなる海岸近くにおいて、波の影響により海岸線が浸食されていく。特に日本では、戦後、全国の水系に大量のダムが建造されたため、河川から河口や海岸線への土砂の流出と堆積が極端に少なくなり、著しい海岸侵食が発生している。さらに、海岸線近くにまで建造物が建てられていることが多く、一層海岸線の浸食を防ぐ必要性がある。
このため、海岸沿いに多数の大型ブロックをかみ合わせて並べることで、波のエネルギーを減衰・消散させる目的で設置される。設置される場所は海岸線の他、離岸堤（人工の離水海岸）として、沖合に設置されることもある。
また、ブロックをクレーンで積み上げるという施工性の容易さから、近年では海岸ばかりではなく砂防、治山などの防災工事の現場でも利用されており、火山噴火の際の緊急工事などに利用されている（この場合、単にコンクリートブロックと呼ばれる）。

## 種類

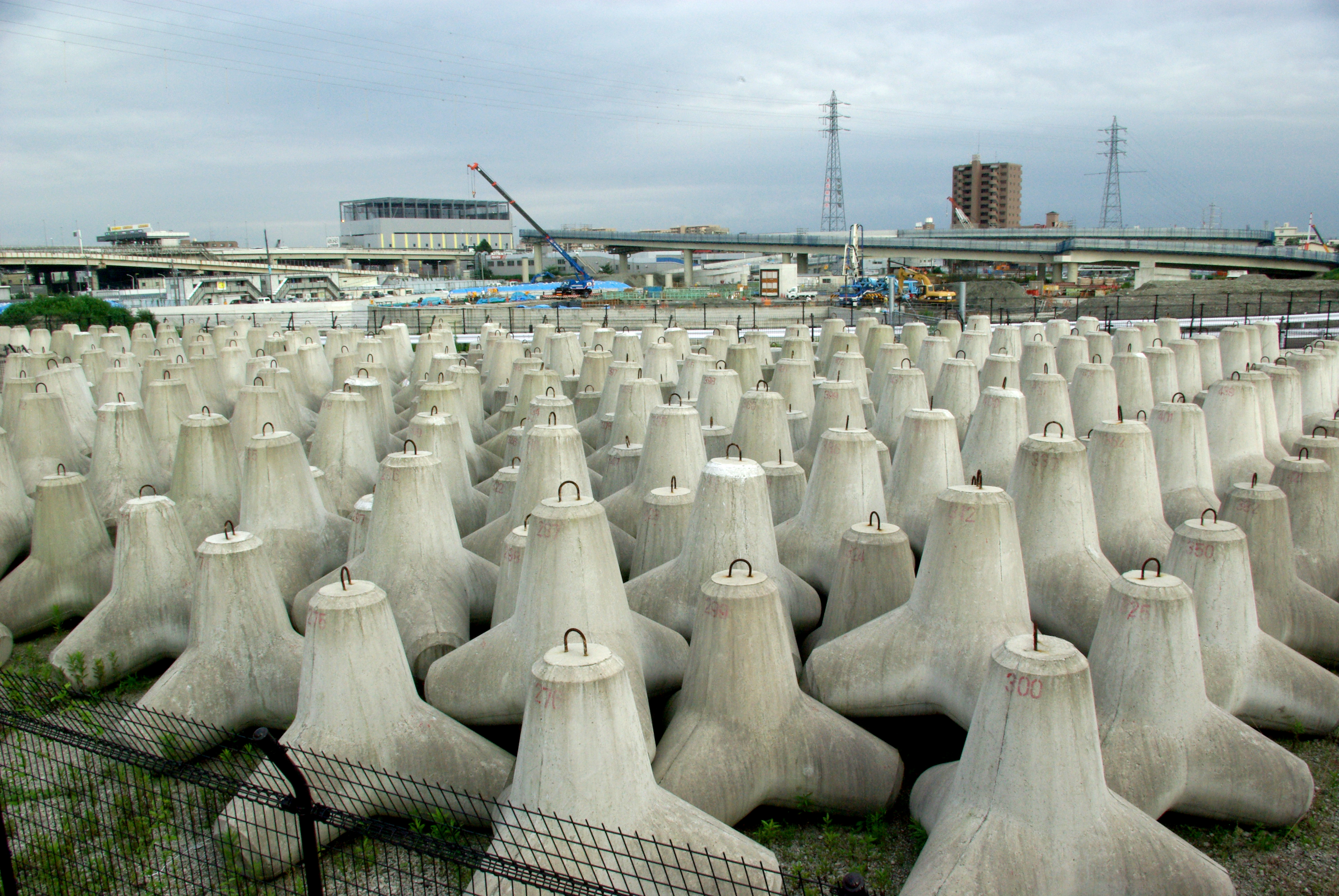
設置前の消波ブロック

波のエネルギーに抵抗するため、単体でも重量は0.5t - 80tと大きいのが特徴である。形状もかみ合わせを考慮し、四脚ブロック、六脚ブロック、八脚ブロック、中空三角ブロック、ドーム型等様々なものがある。これらは型枠を制作する会社毎にバリエーションが異なることの他、波や河川の水流の強さなどで適した形状を製作しているためである。消波ブロックは殆どがコンクリート製だが、日本最南端の島の沖ノ鳥島の護岸では、例外的に鉄製のものが用いられている。
日本国内で見かけることが多い四脚ブロック「テトラポッド」は4本の脚が放射状に伸びた形のコンクリート製の消波ブロックである。1949年にフランスのネールピック社により発売されたもので、モロッコの火力発電所の護岸工事に用いられた。日本国内には、日本テトラポッド株式会社（現・不動テトラ）により1960年代頃から導入され普及した。ちなみにテトラポッドとは、接頭辞である「テトラ」（4）＋「ポッド」（脚）という意味であり、本来は「四肢動物」の意味である。
日本産の消波ブロック第1号は、技研興業（1958年創業）による六脚ブロックである。

## 製作と据付け
多くの場合、設置される現地の近くで、金属製の型にコンクリートを流し込んで製造される。ブロックの製作は、主に工事施工業者がブロックを取り扱う業者より鋼製の型枠のリースを受け、現場周辺で生コンクリートを流し込み製作する。他の多くのコンクリートブロックと異なり「工場で製造され設置場所へ運搬」というプロセスが行われないのは、大きく重い波消ブロックは現地で製造したほうが安上がりな為である。
製作したブロックはクレーン船などで現地に据え付ける。ブロックの形は、複数基を立体的に強固に組み上げられるよう設計されているが、施工性や目的により、最初から組み上げない「乱積み」をすることもある。

## 景観上の議論

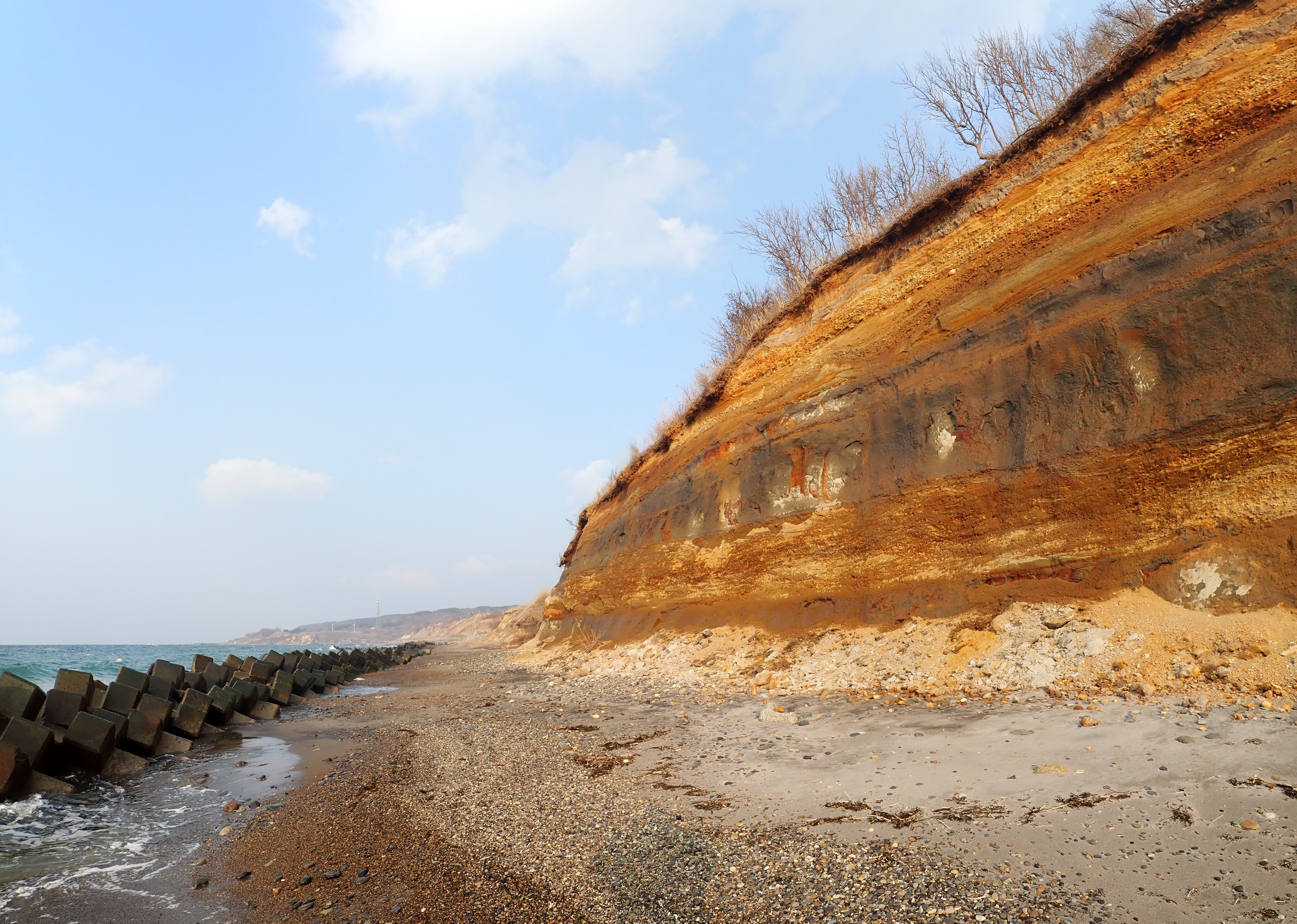
侵食の激しい海岸段丘に設置された消波ブロック

消波ブロックの設置は、独特の形状と色彩から日本の海岸の原風景である白砂青松を破壊するものとして、批判が強い。
また、アレックス・カーは自著の『犬と鬼』で、日本に必要のない過剰な公共事業や、規制が不十分なことによる日本の醜い景観の一例として、電線、看板、雑居ビルの塔屋、高速道路の高架、砂防堰堤などと同時に、日本の海岸線にある過剰な消波ブロックの存在を批判している。
このような批判に対し、国土交通省は「美しい国づくり政策大綱」で「景観阻害要因になっている消波ブロックの除却」を掲げており、実際に静岡県の富士海岸をはじめ、多くの海岸で消波ブロックを撤去して、人工リーフを整備し、砂浜を回復するなどの試みがなされ始めた。
ただし、海岸の侵食や高波など防災上との兼ね合いから、日本全土の消波ブロックを完全に撤去できない。

## 商標と放送制限
日本では「テトラポッド」の名称および形状は、不動テトラの登録商標（商標登録第1184901号 等）であり、他社は許諾なしに同種の商品に使用することができない。
書籍名や歌詞に商標を用いることは、商標権侵害には当たらないとされる。ただし、商標が普通名称として用いられる（例えば、「テトラポッド」が「消波ブロック」一般の意味で用いられる）と、商標の普通名称化（商標の希釈化）を招く恐れがあるため、商標権者は出版社や放送局などに訂正を求めて、普通名称化を防いでいる。
日本放送協会 (NHK) は公共放送のため、商標名の放送は宣伝行為に当たるとして制限する場合がある。そのため、歌詞に「テトラポッド」が入る楽曲は、NHKの音楽番組で歌唱する際に問題となることがあった。
- 歌手のaikoが、2000年に発売したシングル曲「ボーイフレンド」で、第51回NHK紅白歌合戦に出演する際、同曲の「テトラポット」という歌詞が、登録商標である「テトラポッド」に類似していると問題になった。しかし、商標の「テトラポッド」と歌詞の「テトラポット」は別の言葉であるとの判断から、歌詞を変えずに歌唱した[7]。
- アイドルグループ・HKT48が2015年にリリースしたシングル「12秒」では、歌詞に「テトラポッド」という完全な登録商標名が入っている[8] が、同年の『MUSIC JAPAN』に出演した際には歌詞を変えずに歌唱した[9]。

民間放送でも、テトラポッドではなく「消波ブロック」「波消しブロック」と称する場合がある（特にニュースなど報道番組や報道系情報番組）。